# Визианагарам (округ)
Визианагарам (телугу విజయనగరo జిల్లా; англ. Vizianagaram) или Виджаянагарам (англ. Vijayanagaram) — округ на северо-востоке индийского штата Андхра-Прадеш. Образован 1 июня 1979 года из частей территорий округов Вишакхапатнам и Шрикакулам. Административный центр — город Визианагарам. Площадь округа — 6539 км². По данным всеиндийской переписи 2001 года население округа составляло 2 249 254 человека. Уровень грамотности взрослого населения составлял 51,1 %, что ниже среднеиндийского уровня (59,5 %). Доля городского населения составляла 18,3 %.